# Щербаков, Роман Николаевич
Роман Николаевич Щербаков (1918—1987) — советский и российский учёный-математик, доктор физико-математических наук, профессор.
Основатель нового научного направления в дифференциальной геометрии, а также томской геометрической школы. Автор более 90 опубликованных работ, в том числе 4 монографий и 7 учебников и учебных пособий.

## Биография
Родился 3 октября 1918 года в городе Троицкосавске Забайкальской области, ныне город Кяхта Республики Бурятии, в семье Николая Александровича Щербакова и Феоктисты Александровны Пановой.
Школьные годы Романа прошли в Улан-Удэ, куда его семья переехала после Гражданской войны. Окончив в 1935 году среднюю школу № 1 имени имени Моссовета, поступил на физико-математический факультет Томского государственного университета (ТГУ). Окончил вуз с отличием в 1940 году, получив квалификацию «математик». В студенческие годы занимался общественной деятельностью — был профоргом группы и членом профкома университета, членом бюро комитета ВЛКСМ факультета.
Для продолжения образования в октябре 1940 года поступил в аспирантуру при кафедре общей математики ТГУ. В ноябре 1940 года был призван на службу в ряды РККА и стал участником Великой Отечественной войны. Сначала служил в Сибирском военном округе, затем воевал рядовым на Западном и Калининском фронтах, был ранен. 
После демобилизации, в декабре 1945 года, Щербаков вернулся в Улан-Удэ, где до 1957 года работал сначала ассистентом, затем доцентом кафедры математики Бурят-Монгольского педагогического института (ныне Бурятский государственный университет). Избирался деканом физико-математического факультета (1947—1949, 1951—1954), членом партбюро института, а также был заместителем председателя республиканского комитета профсоюза работников высшей школы и научных учреждений, членом президиума правления Бурятского республиканского отделения общества «Знание» (1955—1957). В 1949 году был командирован в Томский государственный университет для прохождения годичной аспирантуры. В 1951 году защитил кандидатскую диссертацию на тему «Репер линии на поверхности в проективно-дифференциальной геометрии».
В 1957 году Р. Н. Щербаков переехал в Томск, и с сентября этого же года стал заведовать кафедрой геометрии механико-математического факультета ТГУ. С 1975 года, оставиви пось заведующего кафедрой в связи с ухудшением здоровья, работал в должности профессор этой же кафедры до конца жизни. С 1968 года являлся научным руководителем сектора геометрии Научно-исследовательского института прикладной математики и механики (НИИПММ). По совместительству в 1957, 1960 и 1964 годах являлся доцентом кафедры математики Томского государственного педагогического института (ныне Томский государственный педагогический университет). В 1963 году защитил докторскую диссертацию «Репераж подмногообразий в теории конгруэнций и комплексов».
Наряду с научно-педагогической, занимался общественной деятельностью. Будучи членом ВКП(б)/КПСС с 1945 года, избирался членом партбюро механико-математического факультета и парткома университета Томского государственного университета. Выступал выступая с докладами на областной научной конференции и с популярными лекциями для учителей и школьников.
Умер 15 ноября 1987 года в Томске.
Был женат на Татьяне Григорьевне Черствёнковой (1918—2000). В их семье родились дети: Елена (1946), Николай (1948) и Сергей (1951).

## Заслуги
- Был награждён орденами Трудового Красного Знамени (1981) и Отечественной войны II степени (1985), а также медалями, в числе которых «За боевые заслуги», «За доблестный труд» (1970) и юбилейные медали.
- Удостоен Грамот Президиума Верховного Совета РСФСР (1968) и Министерства народного образования Киргизской ССР (1972).
- Заслуженный деятель науки РСФСР (1979).